# Туїлі
Туїлі (італ. Tuili, сард. Tuili) — муніципалітет в Італії, у регіоні Сардинія,  провінція Медіо-Кампідано.
Туїлі розташоване на відстані близько 390 км на південний захід від Рима, 60 км на північ від Кальярі, 18 км на північ від Санлурі, 36 км на північний схід від Віллачідро.
Населення — 1040 осіб (2014).
Щорічний фестиваль відбувається 29 червня. Покровитель — San Pietro Apostolo.

## Демографія
Населення за роками:

Станом на 31 грудня 2007 року в Туїлі офіційно проживав 1 іноземець (громадянин Перу).
Станом на 1 січня 2023 року в муніципалітеті офіційно проживало 14 іноземців з 5 країн, серед них 10 громадян країн Євросоюзу.

## Сусідні муніципалітети
- Баруміні
- Джестурі
- Лас-Плассас
- Паулі-Арбареї
- Сетцу
- Туррі